# Felsritzungen von Sundvollen

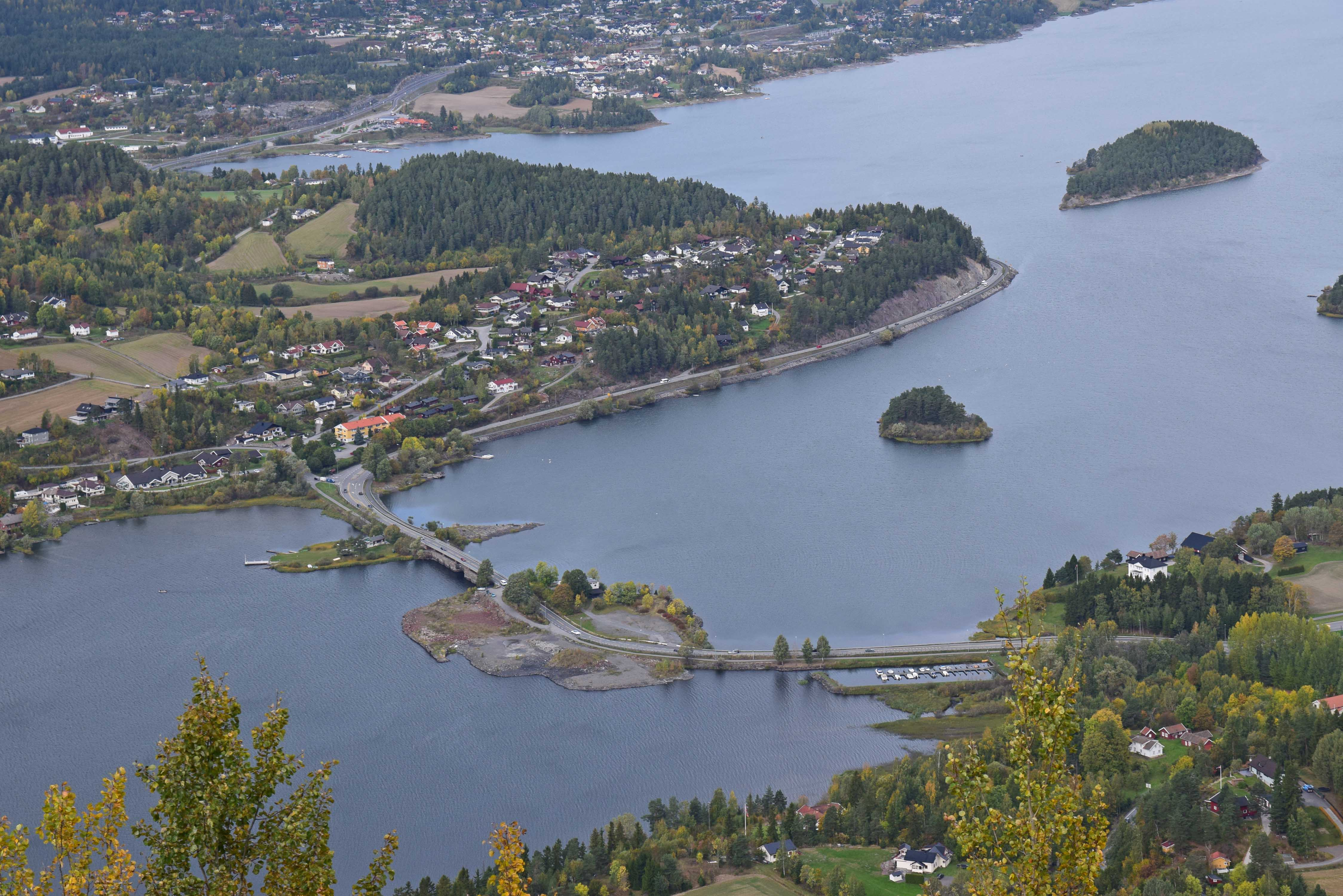
Sundvollen – unten rechts

Die Felsritzungen von Sundvollen in Hole liegen südlich von Hønefoss in der Fylke Buskerud in Norwegen.
Am alten Schulgebäude von Sundvollen liegt unter einem Schutzdach ein etwa 4,0 Meter langer, 3,0 Meter breiter und 1,5 Meter hoher Sandsteinblock mit Felsritzungen aus der Bronzezeit. Die Figuren sind gut zu erkennen; einige sind rot ausgemalt.
Von den elf Ritzungen sind fünf Bootsbilder, drei weitere scheinen Teile von Booten zu sein. Die 20 bis 30 cm langen Boote haben Einzelkiele und vertikale Linien, die als Mannschaften verstanden werden. Es gibt Teile einer unbekannten Figur, ein Spiralsymbol und einen Kreis. Von den etwa 15 Schälchen auf dem Stein liegen 10 in einer Linie, was in der Bronzezeit Norwegens selten ist.
In der Nähe liegen etliche Rundhügel, darunter der Halvdanshaugen von Stein.